# Charles Lange
Pour les articles homonymes, voir Lange.
Charles Simon Lange, né le 2 novembre 1824 à Paris et mort le 25 avril 1884 dans le 4e arrondissement de Paris, est un auteur dramatique français.

## Biographie
Acteur du Théâtre du Vaudeville (1853-1857), ses pièces ont été représentées, entre autres, au Théâtre du Palais-Royal, au Théâtre de l'Ambigu-Comique, au Théâtre du Vaudeville et au Théâtre des Variétés.
Lange renonça ensuite totalement aux planches. À son décès, il exerçait l'obscure profession d'employé et était l'époux d'une concierge.

## Œuvres
- Les Marais-Pontins ou les Trois Bijoux, vaudeville en 2 actes, 1835
- Poète et Savetier, comédie-vaudeville en 1 acte, avec Jacques Arago, 1853
- La Vie en rose, pièce en cinq actes, mêlée de chant, 1854
- L'Héritage au Bengale, vaudeville en 1 acte, avec Léopold de Planard et Emmanuel Théaulon, 1858